# Бора Микин
Бора Микин (Меленци, код Великог Бечкерека, 1909 – Арадац, код Великог Бечкерека, 26. новембар 1942) био је учесник Народноослободилачке борбе и народни херој Југославије.

## Биографија
Рођен је 1909. године у селу Меленцима, код Великог Бечкерека. Потицао је из имућне земљорадничке породице. Његов отац Душан имао је 25 јутара земље и желео је да његов син наследи то имање и да са бави пољопривредом. Иако је имао средстава за даље школовање, Бора је по очевој жељи, после основне школе, остао кући и са оцем се бавио пољопривредом.
Средина у којој је Бора живео и радио, веома је утицала на њега и његова опредељења. Меленци су имали развијене социјалистичке организације, још у време Аустроугарске, а неколико Меленчана је учествовало у Октобарској револуцији у Русији. Године 1920. године партијска организација у Меленцима је бројала 623 члана, а после забране рада КПЈ она је наставила да ради у илегали, само са мањим бројем чланова. Дружећи се са револуционарном омладином, Бора је 1936. године постао члан Комунистичке партије Југославије (КПЈ). Ово се није допало Борином оцу, па су се они разишли и Бора је напустио очево имање и потом радио као слуга код богатих меленачких газда.
Због свог поступка – напуштања имања, иако је потицао из богатије куће, Бора је врло брзо стекао симпатије пољопривредних радника и убрзо постао њихов синдикални вођа. У овом крају је постојао јак синдикални покрет пољопривредних радника, који је деловао у оквиру Уједињених раданичког синдикалног савеза (УРСС). Меленачка синдикална организација, на чијем се челу налазио Бора, окупљала је око осамсто пољопривредних радника – беземљаша, сиромашних радника, занатлија и омладинаца. Он је организовао неколико успешних штрајкова тражећи боље услове рада, веће зараде и краће радно време. У тим акцијама стекао је велику популарност, међу становницима Меленаца и околине.
Септембра 1939. године, био је позван у резервни састав Четвртог коњичког пука у Вршцу. Током боравка у резерви, одржавао је везу са партијском организацијом у Меленцима, па је међу војнике доносио и делио им комунистичке летке. Због тога је био ухапшен и изведен пред војни суд. Био је осуђен на годину дана затвора и лишен свих грађанских права.
По повратку из затвора преузео је дужност секретара партијске организације у Меленцима. На тој дужности га је затекао и почетак Априлског рата, 1941. године. Пошто је био лишен грађанских права, није био позван у војску након мобилизације. Упркос томе, по директиви КПЈ, организоавао је у Меленцима групу мешатана и са њима пошао у добровољце. Услед брзог напретка оружаних снага Вермахта у Југославију, Борина група није ни успела да стигне до неке јединице Југословенске војске, а већ је била заробљена од Немаца. Из сабирног логора за заробљене југословенске војнике, Бора је успео да побегене и вратио се кући.
У току маја 1941. године Бора је постао члан Среског комитета КПЈ за Петровград и активно се укључио на организовању Народноослободилачког покрета (НОП) и припреми оружаног устанка. Био је укључен у Срески војни комитет и постављен за команданта Месног војног комитета. Активно је радио на сакупљању оружја, муниције и друге војне опреме, као и формирању војних десетина и диверзантских група. С обзиром на велики број чланова КПЈ у селима Меленци и Кумане, овде су створене најјаче оружане групе у Банату.
С групом својих другова, повукао се у илегалу и тиме избегао масовна хапшења комуниста након 22. јуна 1941. године. Био је једини члан Среског комитета КПЈ за Петровград, који је избегао хапшење. У току јула учествовао је на Окружном саветовању у Петровграду, на коме је донета одлука о дизању устанка и формирању партизанских одреда и њихових штабова. На овом саветовању је био изабран за команданта Среског партизанског штаба, а за политичког комесара је био изабран Владимир Коларов Коча. Пошто је било одлучено да се у петровградском срезу формирају три партизанска одреда, Бора је преузео задатак да формира Меленачки партизански одред.
Средином јула 1941. године, у околини Меленаца формиран је Меленачки партизански одред, а Бора је био постављен за његовог првог команданта. изабран је Бора Микин. У току јула овај Одред је извео неколико акција, од којих је најзначајнија била напад на жандармеријску касарну и општину у Меленцима. Овом акцијом лично је руководио Бора. Почетком августа, Меленачки и Куманачки одред су били обједињени у заједнички Куманачко-меленачки партизански одред, за чијег је команданта био одређен Бора. Овај одред извршио је низ успешних акција против непријатеља.
У другој половини септембра, формиран је Штаб сједињених севернобанатских одреда који је окупио готово све партизанске снаге северног Баната, а Бора је постао његов командант. Овај Штаб организовао је успеле акције на румунске карауле, велика слагалишта конопље код Српске Црње и Башаида и напад на жандамеријску касарну у Башаиду. У свим овим акцијама учествовао је и Бора.
Од јесени 1941. године, када је уследила стагнација ослободилачке борбе у Банату, Бора је био члан Окружног комитета КПЈ за северни Банат. У веома тешким условима илегалног живота и рада, Бора је обилазио преостале партијске организације. Иако је полиција упорно трагала за њим, Бора је свуда био добро примљен и заштићен. У лето 1942. године успео је да обнови Срески комитет КПЈ за Банатско Карађорђево и да поново формира Карађорђевачко-александровачки партизански одред. Такође успео је и да реорганизује Меленачки партизански одред.
Издајом једног сарадника Нарадноослободилачког покрета, полиција је успела да открије Борино склониште у Арадацу, код Великог Бечкерека и припреми му заседу 26. новембра 1942. године. У заседи су се тада налазила три одабрана агента и када је Бора наишао они су се изненада сручили на њега. Бора је успео да им пружи отпор и рани једног од агената. Потом је покушао да активира бомбу, али су га друга два агента у том тренутку убила.
Указом председника ФНР Југославије Јосипа Броза Тита 7. јула 1953. проглашен је за народног хероја.